# Phytomyza paranigrifemur
Phytomyza paranigrifemur är en tvåvingeart som beskrevs av Cerny 2007. Phytomyza paranigrifemur ingår i släktet Phytomyza och familjen minerarflugor. Inga underarter finns listade i Catalogue of Life.